# Crna čemerika
Crna čemerika (lat. Veratrum nigrum), zeljasta trajnica iz porodice čemerikovki, rasprostranjena po dijelovima Europe (uključujući Hrvatsku) i Azije (Rusija, Mongolija Kina).
Naraste od 60 do 100 cm. visine. Ima uspravnu šuplju stabljiku, široko eliptične donje listove a gornji duguljasti ali jako tanki. Mali zvjezdoliki cvjetovi su dvospolni, skupljeni u duguljaste i uske cvatove na vrhu stabljike. Svi dijelovi biljke su smrtonosno otrovni.
- V. nigrum
- V. nigrum
- V. nigrum
- V. nigrum
- V. nigrum

## Sinonimi
- Helonias nigra (L.) Ker Gawl.
- Melanthium nigrum (L.) Thunb.
- Veratrum bracteatum Batalin
- Veratrum nigrum subsp. ussuriense (O.Loes.) Vorosch.
- Veratrum purpureum Salisb.
- Veratrum ussuriense (O.Loes.) Nakai